# Morgan Ringland Wise

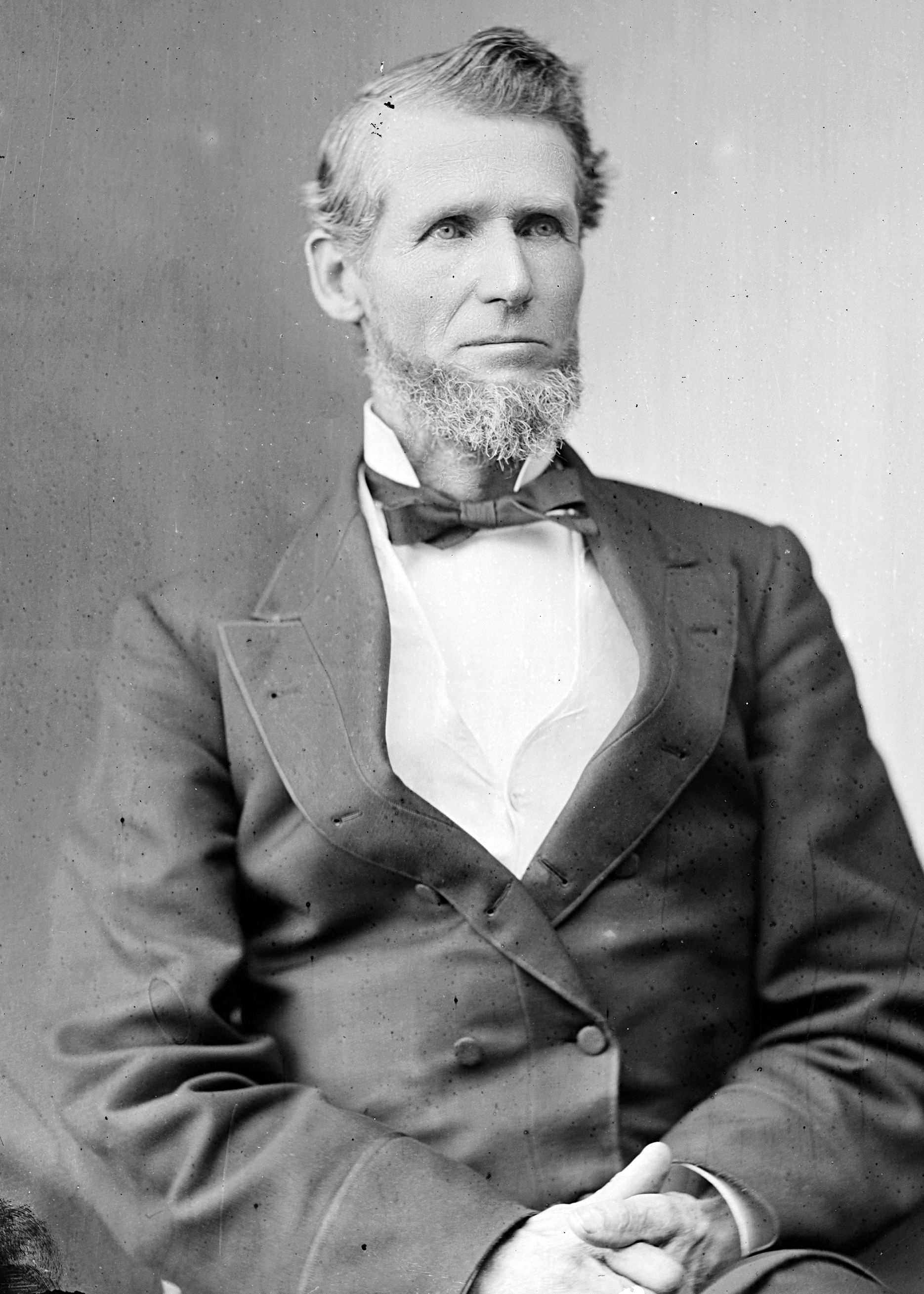
Morgan Ringland Wise

Morgan Ringland Wise (* 7. Juni 1825 in West Bethlehem, Washington County, Pennsylvania; † 13. April 1903 in Coraopolis, Pennsylvania) war ein US-amerikanischer Politiker. Zwischen 1879 und 1883 vertrat er den Bundesstaat Pennsylvania im US-Repräsentantenhaus.

## Werdegang
Morgan Wise besuchte die öffentlichen Schulen seiner Heimat und arbeitete danach selbst für einige Zeit als Lehrer. Im Jahr 1850 ging er nach Kalifornien, wo er zur Zeit des dortigen Goldrausches ebenfalls nach diesem Edelmetall schürfte. Dort beteiligte er sich auch an militärischen Operationen gegen die Indianer. Später kehrte er nach Pennsylvania zurück, wo er im Jahr 1856 das Waynesburg College absolvierte. Außerdem begann er in der Landwirtschaft zu arbeiten. Politisch wurde Wise Mitglied der Demokratischen Partei. Zwischen 1874 und 1878 saß er als Abgeordneter im Repräsentantenhaus von Pennsylvania.
Bei den Kongresswahlen des Jahres 1878 wurde Wise im 21. Wahlbezirk von Pennsylvania in das US-Repräsentantenhaus in Washington, D.C. gewählt, wo er am 4. März 1879 die Nachfolge von Jacob Turney antrat. Nach einer Wiederwahl konnte er bis zum 3. März 1883 zwei Legislaturperioden im Kongress absolvieren. Zwischen 1879 und 1881 leitete er den Handwerksausschuss. Im Jahr 1882 verzichtete er auf eine weitere Kandidatur.
Nach dem Ende seiner Zeit im US-Repräsentantenhaus zog Morgan Wise in die Gegend des späteren Bundesstaates Arizona, wo er Vieh züchtete. Zwischen 1888 und 1900 war er in der mexikanischen Stadt Nogales Konsularagent. Er starb am 13. April 1903 in Coraopolis.